# Cyaniris ripte
Cyaniris ripte är en fjärilsart som beskrevs av Druce 1895. Cyaniris ripte ingår i släktet Cyaniris och familjen juvelvingar. Inga underarter finns listade i Catalogue of Life.